# Claude Nougaro
Claude Nougaro (n. 9 septembrie 1929, Toulouse – d. 4 martie 2004, Paris) a fost un poet și autor-compozitor-interpret francez. Mare amator de jazz, de muzică latino și africană, în aceeași măsură preocupat și de fenomenul omofoniei, el s-a dedicat pe tot parcursul carierei sale asocierii genurilor muzicale, combinând cântecul francez cu diverse ritmuri. În paralel cu activitățile sale de cântăreț, Claude Nougaro și-a încercat talentul la pictură și desen1.

### Tinerețea și formarea
Fiu al lui Pierre Nougaro, cântăreț de operă, și al italiancei Liette Tellini, profesoară de pian (a obținut premiul întâi la pian la Conservator)2, Claude Nougaro s-a născut la Toulouse pe  9 septembrie 1929, într-un imobil situat nu departe de bulevardul d’Arcole. Este crescut de bunicii săi din partea tatălui, în cartierul Minimes3. Bunicul său Alexandre, ofițer la Capitole, și bunica Cécile, moașă, cântă amândoi într-un cor2. La 12 ani, Claude Nougaro ascultă Glenn Miller, Édith Piaf, Bessie Smith și Louis Armstrong pe postul de radio TSF care, între altele, îl inspiră să urmeze această cale4. În 1947, cade la bacalaureat și debutează în jurnalism la Paris (scrie pentru diverse ziare, printre care Le Journal des Curistes din Vichy și L'Écho din Alger). În paralel, scrie cântece pentru Marcel Amont (Bărbierul din Sevilia, Măturătorul regelui) și pentru Philippe Clay (Joseph, Santinela).  În curând îl întâlnește pe Georges Brassens care devine prietenul și mentorul său, scrie poezie romantică și umoristică. Își satisface serviciul militar în 1949, în capitala Marocului, Rabat.

### Cariera
Claude Nougaro trimite texte lui Marguerite Monnot, compozitoarea lui Édith Piaf, care le pune pe muzică  (Méphisto, Le Sentier de la guerre). În 1959 începe să cânte într-un cabaret parizian, le Lapin Agile, din Montmartre, pentru a-și câștiga existența. 
În 1958, se hotărăște să-și cânte propriile texte, cu un prim album scos la Président, scris și înregistrat cu partenerul său, textierul  Michel Legrand5. Cu toate acestea, succesul va veni de-abia în anul 1962, începutul anilor Philips : Une Petite Fille și Cécile ma fille6 (dedicată fiicei sale, născută în 1962; pe soția, sa Sylvie o cunoscuse la cabaretul Le Lapin Agile). Aceste cântece îl fac imediat cunoscut publicului, deși începuse deja să se afirme, participarea la concertele lui Dalida. La începutul anilor 1960,  introduce noi ritmuri în muzica ușoară franceză și compune numeroase cântece, inspirate din teme și ritmuri de jazz care seduc publicul: Les mains d'une femme dans la farine (Mâinile unei femei în făină), Les petits bruns et les grands blonds (Micii bruneți și marii blonzi), Le Cinéma (Cinematograful), Chanson pour Marilyn (Cântec pentru Marilyn). Continuă colaborarea cu Michel Legrand (Le Cinéma și Les Don Juan) și scrie de asemenea cu compozitorul Jacques Datin (Cécile Ma Fille et Une Petite Fille – Cécile fiica mea și O fetiță). Unele dintre cântecele sale Je Suis Sous (Eu sunt sub) sau, mai târziu, Tu verras (Vei vedea)7 fac referire la alcool.
Un accident de mașină îl imobilizează mai multe luni în 19633. Anul următor, pleacă într-o călătorie în Brazilia. La întoarcere, apare în săli prestigioase: l'Olympia, le Palais, le Théâtre de la Ville la Paris. Fiul său, Pablo, se va naște din legătura pe care a avut-o cu o braziliancă.
Moartea prietenului său Jacques Audiberti, în anul 1965, îl determină să-i scrie un omagiu în cântecul Chanson pour le maçon5. Atunci începe o colaborare durabilă cu pianistul de jazz Maurice Vander, care va deveni principalul său partener muzical (aranjor, pianist și compozitor). Îl numește pe Maurice Vander Cocoșul (Le coq) și, referindu-se la acest pianist, scrie și cântă, mai târziu, Le Coq et la Pendule (Cocoșul și ceasul). În afară de Vander și Legrand, Nougaro știe să se înconjoare de elita națională (Eddy Louiss, René Nan, Pierre Michelot, Michel Colombier, Michel Portal, Aldo Romano, Didier Lockwood, Michel Gaudry, Bernard Lubat, Richard Galliano, Jean-Claude Vannier, André Ceccarelli) și internațională (Ornette Coleman pe „Gloria”, Marcus Miller, Trilok Gurtu, ...).
Deși se opunea cu înverșunare politicii, evenimentele din luna mai a anului 1968 i-au inspirat un torențial Paris Mai, piesă care va fi interzisă, dar în care el pledează pentru viață. A înregistrat în același an primul său album live la Olympia: O seară cu Claude Nougaro.
Piesa Toulouse8 este un vibrant omagiu adus orașului său natal.
Cariera sa continuă de atunci în mod constant, fiind punctată de succese: Le Jazz et la Java (care se inspiră dintr-o temă din Three to Get Ready)9, Tu verras7, l'Île de Ré, Armstrong10 sau Petit Taureau. În 1971 se reîntâlnește cu Michel Legrand pentru coloana originală a filmului La Décharge / La Ville Bidon al realizatorului Jacques Baratier, prietenul lui Audiberti. În anii 1970 colaborează și cu compozitorul și aranjorul Jean-Claude Vannier (Un Grain De Folie, Dansez Sur Moi, Plume d'Ange, Insomnie).
Părăsește casa de discuri Philips pentru Barclay în 1975. După un album considerat dezamăgitor în termeni de rezultate („Blues albastru alb” – " Bleu Blanc Blues”) în 1985, casa sa de discuri nu i-a reînnoit contractul. De altfel, face o aluzie la acest lucru în piesa "Mon disque d'été" („Discul meu de vară”). Se hotărăște să-și vândă casa de pe bulevardul Junot din Montmartre și pleacă la New York, în căutarea inspirației, scrie și înregistrează imediat un disc finanțat de WEA, sub conducerea lui Philippe Saisse, muzician reputat acolo, și al cărui producător executiv este Mick Lanaro, un vechi complice: discul Nougayork, al cărui succes răsunător a constituit o surpriză ironică.
Este recompensat în 1988 cu Victoires de la musique pentru cel mai bun album și cel mai bun artist, iar între 1993 și 1997 a scos trei noi albume.
Sănătatea sa se deteriorează începând cu anul 1995, an în care a suferit o operație pe inimă. În 2003, nu-și poate face apariția la Festival du Verbe, din Toulouse, din cauza stării de sănătate. Între 1998 și 2004 se consacră mai mult concertelor și festivalurilor. Participă de asemenea la albumul Sol en cirque al asociației Sol En Si11.
În 2002 parcurge întreaga Franță cu un spectacol vorbit, în care reia mai multe din textele sale (printre care Victor și Plume d'ange) fără muzică. Interpretarea sa face obiectul unui DVD: Les fables de ma fontaine12, 13.
În 2003 și 2004 pregătește un album pentru casa de discuri de jazz Blue Note Records. Discul, intitulat La note bleue va fi lansat postum pe 30 noiembrie 200414.

### Decesul
După ce a suferit câteva intervenții chirurgicale la începutul anului, a murit pe data de 4 martie 2004, la 74 de ani, în urma unui cancer la pancreas15, 16.
Înmormântarea a avut loc la Toulouse, la bazilica Saint-Sernin, unde clopotele au bătut în ritmul melodiei Toulouse17. Cenușa sa a fost împrăștiată în apele fluviului Garonne18. Un parc municipal, un colegiu și o stație de metrou poartă, astăzi, numele său19. De asemenea, o sală de concerte din cartierul Sept-Derniers poartă numele „Salle Nougaro”20. Pe 25 ianuarie 2011 a avut loc inaugurarea esplanadei Claude Nougaro în plin centrul orașului Toulouse.

## Inspirația
Amator de jazz, Claude Nougaro compune texte pentru muzica lui Charles Mingus, Thelonious Monk, Wayne Shorter, Louis Armstrong, Dave Brubeck, Sonny Rollins, Neal Hefti, Nat Adderley... Se inspiră de asemenea din ritmurile braziliene și cântă Antônio Carlos Jobim, Gilberto Gil, Baden Powell de Aquino, Chico Buarque. Este de asemenea un iubitor al muzicii franceze.

## Omagii
La cererea lui Hélène Nougaro și pentru a sărbători 80 de ani de la nașterea lui Claude, Maurane înregistrează în 2009 Nougaro ou l'Espérance en l'homme - Nougaro sau Speranța în om21. Regiunea Midi-Pyrénées a creat în 2007 Premiul Claude Nougaro în onoarea sa, vizând încurajarea tinerelor talente22. Les Chevaliers du Fiel îi consacră în 2004 o scenetă pentru a-i aduce un omagiu după moarte.

## Discografie

### Albume de studio
- 1962 : Claude Nougaro
- 1964 : Claude Nougaro n°2
- 1966 : Bidonville
- 1967 : Petit taureau
- 1971 : Sœur Âme
- 1973 : Locomotive d'or
- 1974 : Récréation
- 1975 : Femmes et famines
- 1976 : Plume d'ange
- 1978 : Tu verras
- 1980 : Assez
- 1981 : Chansons nettes
- 1983 : Ami chemin
- 1985 : Bleu Blanc Blues
- 1987 : Nougayork
- 1989 : Pacifique
- 1993 : Chansongs
- 1997 : L'Enfant phare
- 2000 : Embarquement immédiat

### Albume live
- 1969 : Une soirée avec Claude Nougaro (enregistrement public à l'Olympia)
- 1977 : Claude Nougaro (enregistrement public à l'Olympia)
- 1979 : Nougaro 79
- 1982 : Au New Morning
- 1989 : Zénith made in Nougaro
- 1991 : Une voix dix doigts
- 1995 : The Best de Scène
- 1998 : Hombre et Lumière] (live recorded in Toulouse)
- 2002 : Enregistrement public au Théâtre des Champs-Elysées

## Lansări post-mortem
- 2004 : La Note bleue
- 2008 : Claude Nougaro (album Président)

## Publicațiile lui Claude Nougaro
1. Claude Nougaro et Maurice Vander (ill. Chris Raschka), Armstrong, Paris, Didier Jeunesse, coll. « Guinguette », 23 avril 2003, relié, 18 p. (ISBN 2278050877 et 978-2278050871)
2. Claude Nougaro, C'est dit, Paris, Éditions Gallimard, coll. « Blanche », 25 mai 2006, 120 p. (ISBN 2070780961 et 978-2070780969)
3. Claude Nougaro (préf. Christian Laborde), Carnet d'un motsicien, Paris, Le Cherche midi, coll. « Amor Fati », 21 avril 2011, 184 p. (ISBN 2749116759 et 978-2749116754)
4. Claude Nougaro (préf. Chantal Armagnac et Hélène Nougaro), Claude Nougaro : Dessins & chansons, Liège, Éditions Luc Pire, coll. « Littérature illustrée », 22 septembre 2009, relié, 143 p. (ISBN 2507004479 et 978-2507004477)
5. Claude Nougaro, L'Ivre d'images, Paris, Le Cherche midi, coll. « Amor Fati », 25 octobre 2002, 150 p. (ISBN 2749100100 et 978-2749100104)
6. Claude Nougaro, Le Jazz et la java, Paris, J'ai lu, coll. « Librio », 1er novembre 1998, 153 p. (ISBN 227730199X et 978-2277301998)
7. Claude Nougaro (ill. Ricardo Mosner), Nougaro illustré, Paris, Albin Michel, coll. « Albin Michel », 1er septembre 2000, 127 p. (ISBN 2226113053 et 978-2226113054) [présentation en ligne]
8. Claude Nougaro, Nougaro sur paroles : Textes et dessins, Flammarion, coll. « Théâtre Poésie », 1er novembre 1998, 413 p. (ISBN 2080674374 et 978-2080674371)
9. Publicațiile lui Claude Nougaro
10. Laurent Balandras, Les manuscrits de Claude Nougaro : Chansons, poèmes, dessins, vol. 1 : 1929/1987, Du son qui fait sens, Paris, Textuel, coll. « MUSIK », 28 octobre 2005, relié(ISBN 2845971648 et 978-2845971646)
11. Laurent Balandras, Les manuscrits de Claude Nougaro : Chansons, poèmes, dessins, vol. 2 : 1987/2004, Il faut tourner la page, Paris, Textuel, coll. « MUSIK », 1er novembre 2005, relié(ISBN 2845971648 et 978-2845971646)
12. Jacques Barbot, Nougaro : Une biographie, Paris, Éditions Anne Carrière, 7 mars 2007, 317 p. (ISBN 2843374243 et 978-2843374241)
13. Stéphane Deschamps, Claude Nougaro : À fleur de mots…, Hors Collection, 30 avril 2001, 144 p. (ISBN 2258056241 et 978-2258056244)
14. Laurent Fourcaut, Claude Nougaro : La bête est l'ange – Imaginaire et poétique, Paris, L'Harmattan, coll. « Espaces littéraires », 20 juin 2007, 126 p. (ISBN 2296036732 et 978-2296036734)
15. Dany Gignoux et Hélène Nougaro, Nougaro : Comme s'il y était…, Toulouse, Privat, coll. « MUSIQUE », 30 août 2007, 131 p. (ISBN 2708917382 et 978-2708917385)
16. Michel Giroud, Claude Nougaro, Paris, Seghers, 1er septembre 1974, 190 p. (ISBN 2232110206 et 978-2232110207)
17. Christian Laborde, Claude Nougaro : L'Homme aux semelles de Swing, Toulouse, Privat, 27 juillet 1988, 134 p. (ISBN 2708991051 et 978-2708991057)
18. Christian Laborde, Mon seul chanteur de blues, Paris, La Martinière, 11 mars 2005, 188 p. (ISBN 2846751684 et 978-2846751681)
19. Christian Laborde, Nougaro : La voix royale, Hidalgo, coll. « Fred Hidalgo », 13 février 1989, 181 p. (ISBN 2869280548 et 978-2869280540)
20. Jacques Perciot, Claude Nougaro : Percussionniste du verbe, Paris, Éditions Didier Carpentier, coll. « Sur parole », 14 octobre 2004, 85 p. (ISBN 2841672913 et 978-2841672912)
21. Annie Reval et Bernard Reval (préf. Eddie Barclay), Claude Nougaro : États d'âmes, France-Empire, 7 octobre 2010, 367 p. (ISBN 2704809526 et 978-2704809523)
22. Alain Wodrascka, Claude Nougaro : L'alchimiste des mythes, Nizet, 3 mai 2000 (1re éd. 1997), 190 p. (ISBN 2707812323 et 978-2707812322)
23. Alain Wodrascka, Claude Nougaro : Souffleur de vers…, Paris, Éditions Didier Carpentier, coll. « Géants de la chanson française », 17 octobre 2002, 235 p. (ISBN 2841672077 et978-2841672073)
24. Alain Wodrascka (préf. Maurane), Nougaro : Une vie qui rime à quelque chose, Paris, L'Archipel, 2 septembre 2009, 610 p. (ISBN 2809801991 et 978-2809801996)

## Alte Surse
1. Laurence Cabrol, « Claude Nougaro fait étape à Foix [archive] », AriègeNews.com,5 octobre 2006. Consulté le 11 août 2010
2. Pascal Alquier, « Les Nougaro [archive] », L'Express.fr, 25 avril 2002. Consulté le 10 août 2010
3. Julie Vivier, « Nougaro, le jazzman de la Ville rose [archive] », LaDépêche.fr,8 septembre 2009. Consulté le 11 août 2010
4. Claude Nougaro sur son enfance et le jazz [archive] sur ina.fr. Consulté le 10 août 2010
5. Portrait : Claude Nougaro [archive], ina.fr, 9 septembre 2009. Consulté le 12 août 2010
6. Claude Nougaro Cécile, ma fille [archive] sur ina.fr. Consulté le 10 août 2010
7. Claude Nougaro Tu verras [archive] sur ina.fr. Consulté le 10 août 2010
8. Chanson Toulouse [archive] sur ina.fr. Consulté le 10 août 2010
9. Claude Nougaro Le jazz et la java [archive] sur ina.fr. Consulté le 10 août 2010
10. Claude Nougaro Armstrong [archive] sur ina.fr. Consulté le 10 août 2010
11. Églantine Chabasseur, « Sol en Si : un engagement durable [archive] », RFI, 9 novembre 2005. Consulté le 11 août 2010
12. Bérengère Adda, « Nougaro dit ses textes [archive] », 3 mai 2002. Consulté le 15 août 2010
13. [vidéo] Claude Nougaro seul sur scène aux Bouffes du Nord [archive] sur ina.fr
14. Sébastien Catroux, « Le dernier jazz de Nougaro [archive] », LeParisien.fr, 30 novembre 2004. Consulté le 10 août 2010
15. Emmanuel Marolle, « La France entière pleure [archive] », leParisien.fr, 5 mars 2004. Consulté le 10 juillet 2010
16. Les Toulousains sont touchés par la mort de Claude Nougaro [archive] sur ina.fr. Consulté le 10 août 2010
17. Le Carillon de Saint-Sernin rend hommage à Claude Nougaro [archive] surYouTube.
18. Bernard Lescure, « Nougaro rejoint sa Garonne [archive] », LaDépêche.fr, 12 mars 2004. Consulté le 15 août 2010
19. Jean-Luc Ferré, « Nougaro swingue toujours dans Toulouse [archive] », la-Croix.com,20 mars 2009. Consulté le 15 août 2010
20. Salle Nougaro [archive], EVENE.fr. Consulté le 15 août 2010
21. Gilles Médioni, « Maurane chante Nougaro [archive] », L'Express.fr, 24 août 2009. Consulté le 10 août 2010
22. Région Midi-Pyrénées, Prix d'écriture Claude Nougaro [archive] consulté le 8 février 2012

1. ↑  Autoritatea BnF, accesat în 10 octombrie 2015
2. ↑  CONOR.SI[*] Verificați valoarea |titlelink= (ajutor)